# غوزيك (شبيران)
غوزيك هي قرية في مقاطعة سلماس، إيران. يقدر عدد سكانها بـ 355 نسمة بحسب إحصاء 2016.